# Basic Interoperable Scrambling System
Pour les articles homonymes, voir Biss.
 (mars 2018).
Si vous disposez d'ouvrages ou d'articles de référence ou si vous connaissez des sites web de qualité traitant du thème abordé ici, merci de compléter l'article en donnant les références utiles à sa vérifiabilité et en les liant à la section « Notes et références ».
Le Basic Interoperable Scrambling System, généralement connu sous le nom de BISS, est un système de brouillage de signaux par satellite développé par l'Union européenne de radio-télévision et un consortium de fabricants de matériel mobile pour envoyer des nouvelles sur un lien satellite utilisé par les journalistes de TVNZ.
Avant son développement, les flux de nouvelles satellites "ad hoc" ou "à usage occasionnel" étaient transmis soit en utilisant des méthodes de cryptage propriétaires (par exemple RAS ou PowerVu), soit sans cryptage . Les signaux satellite non cryptés permettaient à toute personne possédant l'équipement approprié de voir le contenu du programme.
Les méthodes de cryptage propriétaires ont été déterminées par les fabricants d'encodeurs et ont imposé des limites de compatibilité importantes au type de récepteur satellite (IRD  pouvant être utilisé pour chaque flux. BISS était une tentative de créer un système de cryptage « à plate-forme ouverte », qui pourrait être utilisé à travers une gamme d'équipements de fabricants.
Il existe principalement deux types différents de chiffrement BISS :
- Les transmissions BISS-1 sont protégées par une "clé de session" hexadécimale à 12 chiffres convenue par les parties émettrice et réceptrice avant la transmission.La clé est entrée à la fois dans l'encodeur et dans le décodeur, cette clé fait alors partie du cryptage du signal TV numérique et tout récepteur avec le support BISS avec la clé correcte décryptera le signal.
- BISS-E (E pour encrypted) est une variante où le décodeur a stocké une clé BISS secrète entrée par exemple par un détenteur de droits. Ceci est inconnu de l'utilisateur du décodeur. L'utilisateur reçoit ensuite un code hexadécimal à 16 chiffres, qui est entré en tant que «clé de session». Cette clé de session est ensuite mathématiquement combinée en interne pour calculer une clé BISS-1 qui peut décrypter le signal.

Seul un décodeur doté de la clé secrète BISS correcte pourra déchiffrer un signal BISS-E. Cela permet aux détenteurs de droits de contrôler exactement quel décodeur peut être utilisé pour déchiffrer / décoder un flux spécifique. Tout flux crypté BISS-E aura une clé BISS-1 correspondante qui le déverrouillera.
BISS-E est entre autres utilisé par l'UER pour protéger l' UEFA Champions League et d'autres chaînes satellites.